# 吉德亞冰川
78°32′51″S 85°38′57″W / 78.54750°S 85.64917°W

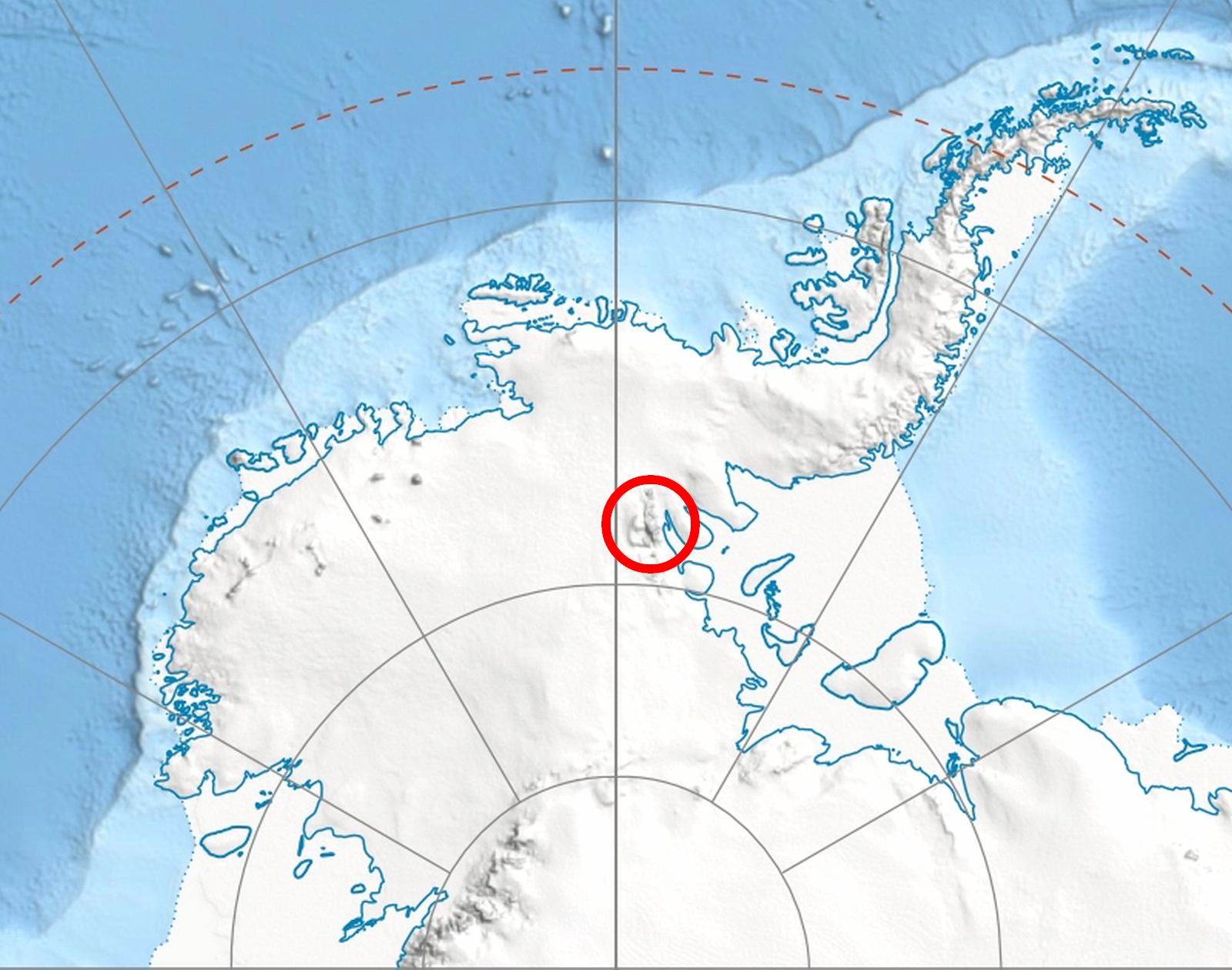

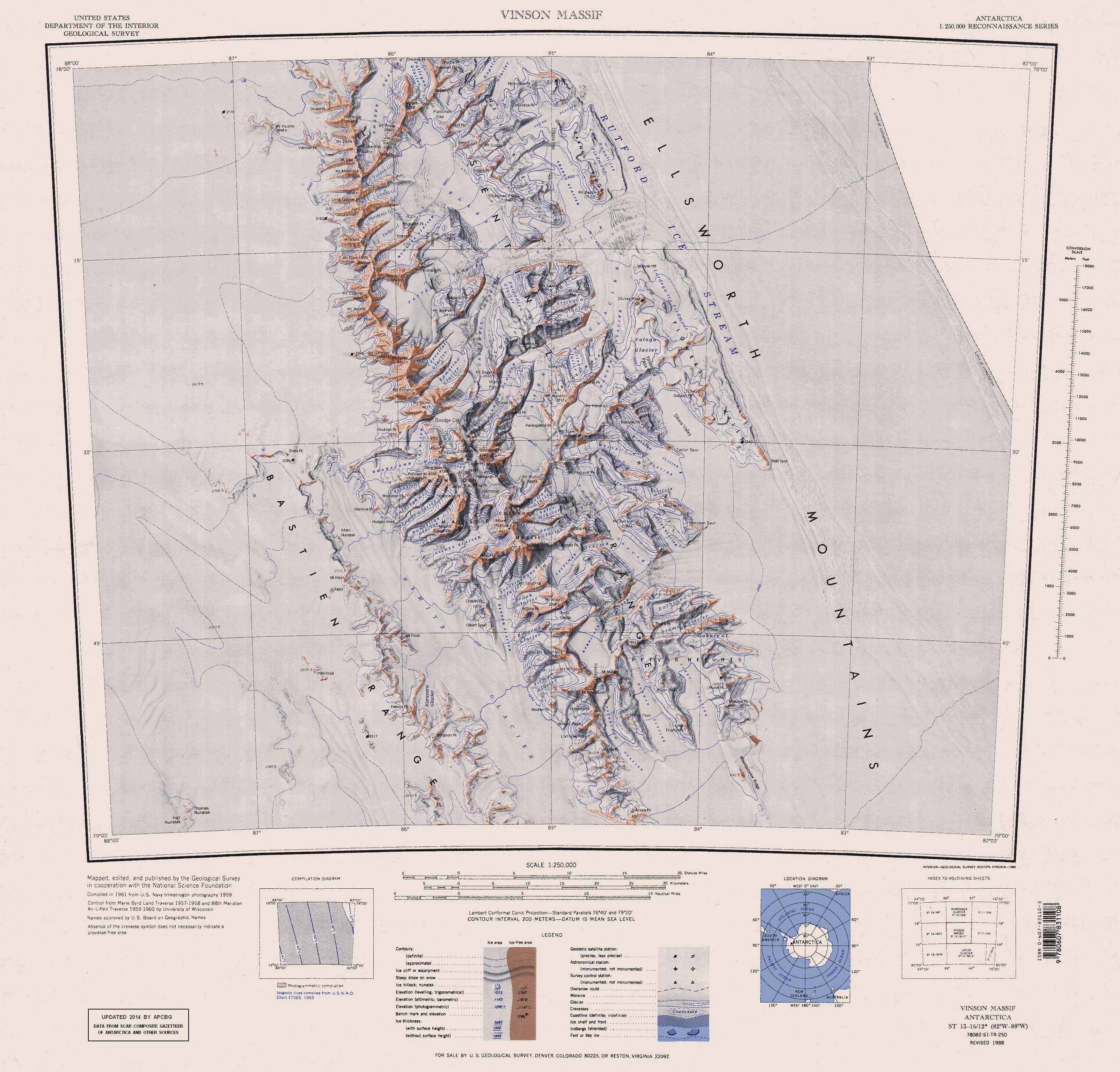

吉德亞冰川是南極洲的冰川，位於埃爾斯沃思地，屬於埃爾斯沃思山脈中森蒂納爾嶺的一部分，長10公里、寬5公里，發源自克雷杜克山塊，流經斯勞特山，最終注入尼米茲冰川。

## 外部連結
- SCAR Composite Gazetteer of Antarctica（页面存档备份，存于）.